# Juninho (futebolista, 1990)
Evanildo Borges Barbosa Júnior, mais conhecido como Juninho, (Salvador, 11 de janeiro de 1990), é um futebolista brasileiro que atua como lateral-esquerdo.

## Carreira

### Início
Juninho iniciou sua carreira no Pão de Açúcar e logo depois jogou pelo Figueirense, se destacando no clube catarinense durante a campanha que culminou com o acesso a Série A em 2010 e na própria Série A em 2011, em que foi premiado pela Placar como o melhor lateral esquerdo da competição, recebendo uma Bola de Prata.

### Palmeiras
Ainda em dezembro de 2011, acertou transferência para o Palmeiras. Logo no primeiro jogo do Palmeiras em janeiro de 2012, no jogo que a torcida do Verdão fez uma homenagem ao goleiro Marcos por sua aposentadoria, ele foi titular, sendo substituído no segundo tempo por Gerley na vitória por 1 a 0 no amistoso contra o Ajax.
Na sua quinta partida pelo Palmeiras, marcou o gol da vitória da equipe, por 2 a 1, no clássico contra o Santos, pelo Campeonato Paulista de 2012.
O lateral foi peça fundamental da equipe na conquista invicta da Copa do Brasil de 2012. O título foi o primeiro de Juninho como atleta profissional. Foi, no entanto, no mesmo ano, titular do elenco que rebaixou o Palmeiras para a Série B do Campeonato Brasileiro.
Completou 100 jogos pelo Verdão em 28 de agosto de 2013 contra o Atlético Paranaense, onde o Palmeiras perdeu de 0–3 e acabou sendo eliminado, da  Copa do Brasil de 2013.
Desde 18 de maio de 2014 sem atuar, Juninho foi novamente titular somente três meses depois, em 23  de agosto contra o Coritiba, ele marcou o único gol da partida, dando vitória ao Palmeiras, após o jogo, Juninho revelou que não esperava ser titular, que ficou sabendo durante a preleção de Ricardo Gareca.

### Retorno ao Figueirense
Dispensado pelo Palmeiras em dezembro de 2014, retornou ao Figueirense para jogar a temporada de 2015.
Em uma partida amistosa de pré-temporada no dia 25 de janeiro de 2015, em uma dura disputa de bola com o jogador Ceará do Guarani de Palhoça, Juninho fraturou a fíbula. A partida foi encerrada.

### Goiás
No dia 29 de dezembro de 2015, Goiás acerta contratação do lateral.
Em 02 de setembro de 2016, protagonizou uma cena inusitada: durante a derrota por 2 a 1 do Goiás para o Brasil de Pelotas, Juninho correu de um cão que adentrou o gramado e passou a perseguir o lateral.

### Aktobe
Em 23 de janeiro de 2017, o Aktobe, equipe do Cazaquistão acerta a contratação do lateral.

### Vitória
Em 20 de julho de 2017, Esporte Clube Vitória acerta a contratação do lateral.

## Títulos
Palmeiras
- Copa do Brasil: 2012
- Campeonato Brasileiro - Série B: 2013

Goiás
- Campeonato Goiano: 2016

Barra
- Campeonato Catarinense - Série B: 2021

### Outras Conquistas
Palmeiras
- AEGON Ajax Internacional Challenge: 2012 [15]

## Prêmios individuais
- Bola de Prata de 2011 - melhor lateral esquerdo [16]